# St. Peter und Paul (Petersberg bei Eisenberg)

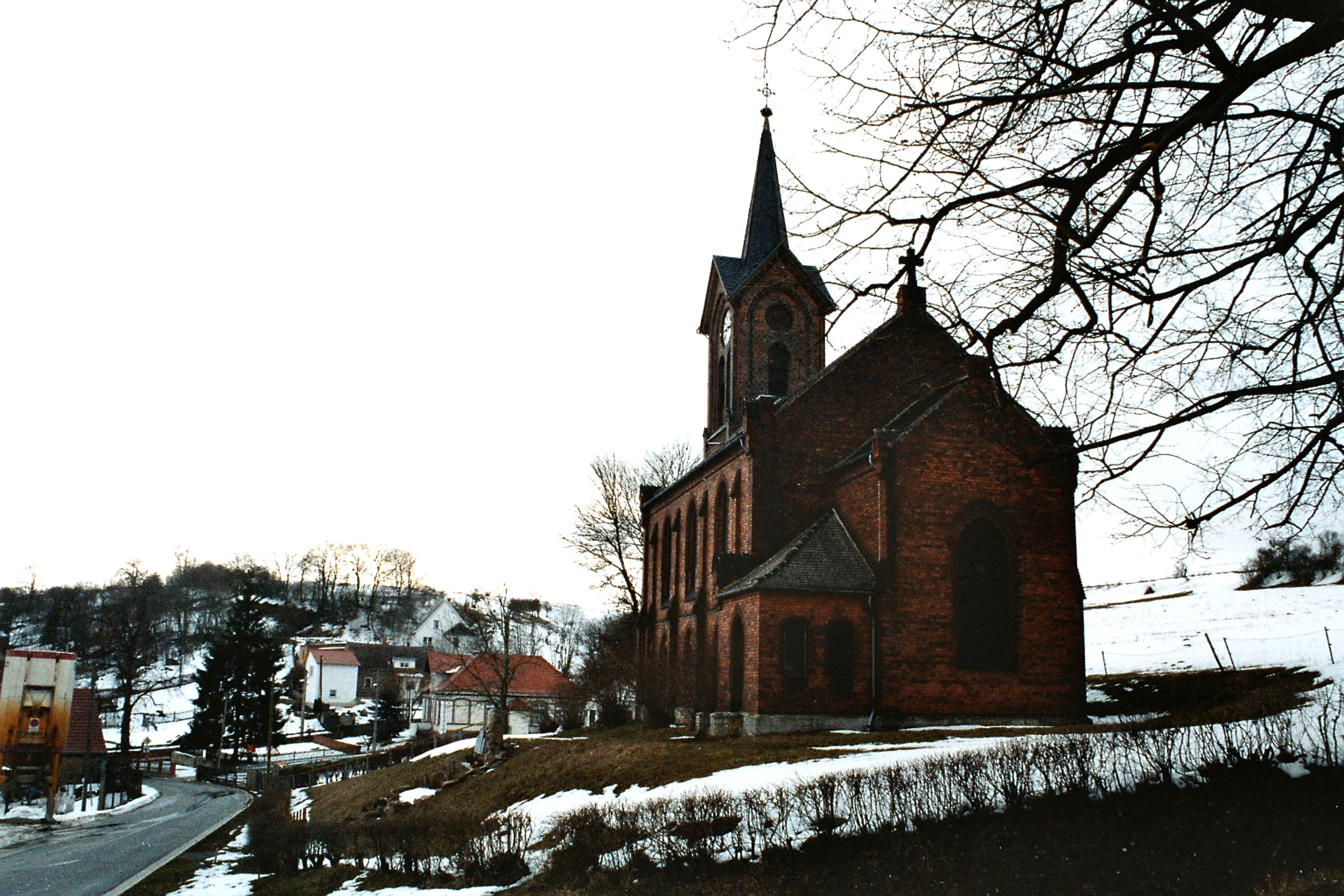
St. Peter und Paul

St. Peter und Paul ist eine evangelische Dorfkirche in der Gemeinde Petersberg am Nordostende des Wethau-Tales im Saale-Holzland-Kreis in Thüringen. Sie gehört zum Pfarrbereich Eisenberg-Königshofen im Kirchenkreis Eisenberg der Evangelischen Kirche in Mitteldeutschland.

## Geschichte
Schon 1148 bis Mitte des 13. Jahrhunderts bestand in Petersberg ein Zisterzienserinnenkloster, das in Verbindung mit der Dorfkirche St. Salvator (Saasa) nahe Eisenberg stand, so dass davon auszugehen ist, dass der Bau der ersten Kirche im Ort um diese Zeit gelegen hat.

## Kirche
Die heutige Kirche ist die dritte Kirche des Dorfes. 1893 beschloss die Gemeinde den Abriss der zweiten baufälligen Kirche aus dem 16. Jahrhundert. Die Weihe der im neugotischen Stil erbauten und solitären Backsteinkirche erfolgte 1899.

### Chorfenster
Auf den Fenstern sind der Vorgängerbau sowie das Klostersiegel mit den Aposteln Petrus und Paulus abgebildet.

### Glocken
Die drei Bronzeglocken sind beiden Weltkriegen zum Opfer gefallen und wurden durch Stahlglocken ersetzt.

### Orgel
Die pneumatische Orgel stammt aus der Werkstatt der Firma Poppe aus Roda (Stadtroda).